# Karl Friedrich Speck

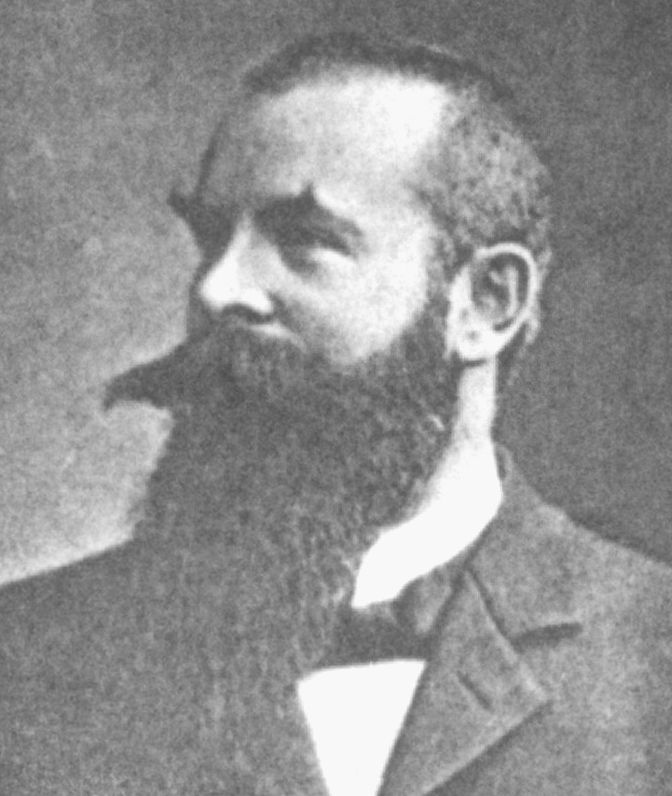
Karl Friedrich Speck als Reichstagsabgeordneter 1912

Karl Friedrich Speck (* 9. Februar 1862 in Speyer; † 6. August 1939 (nach anderen Quellen: 6. August 1942) in München) war bayerischer Staatsminister, Beamter und Mitglied des Deutschen Reichstags.

## Leben
Speck besuchte das humanistische Gymnasium zu Speyer von 1872 bis 1880 und die Universitäten München und Leipzig von 1880 bis 1884. Er war Mitglied der katholischen Studentenverbindungen KStV Ottonia München und KStV Teutonia Leipzig im KV. Er war Rechtspraktikant 1884 von 1887 und absolvierte den juristischen Staatskonkurs 1887. 1890 wurde er Zollrechnungskommissär, 1893 Oberzollassessor und 1898 Oberzollrat.
Von 1898 bis 1914 war er Mitglied des Deutschen Reichstags für den Wahlkreis Mittelfranken 4 (Eichstätt, Beilngries, Weissenburg) und die Deutsche Zentrumspartei.
Zwischen 1905 und 1914 war er auch Mitglied der Bayerischen Kammer der Abgeordneten.
1914 wurde er zum Regierungsdirektor ernannt und gab seine Mandate auf.
Bereits 1915 wurde er abermals Mitglied der Bayerischen Kammer der Abgeordneten, was er bis 1918 blieb. 1918 wurde er Vorsitzender der Bayerischen Volkspartei, was er bis 1929 blieb. Von 1919 bis 1928 war er Mitglied des Bayerischen Landtags und vom 31. Mai 1919 bis zum 17. Januar 1920 Bayerischer Staatsminister der Finanzen.
Von 1920 bis 1927 war er Präsident des Landesfinanzamts München und ab 1929 Oberfinanzpräsident in Würzburg. Gleichzeitig war er von 1920 bis 1928 Mitglied des Bayerischen Staatsgerichtshofs.